# Jungfrutjärnen, Ångermanland
Jungfrutjärnen är en sjö i Örnsköldsviks kommun i Ångermanland och ingår i Husåns huvudavrinningsområde.